# Płaza Biszkek
Płaza Biszkek (kirg. Футбол клубу «Плаза» Бишкек) – kirgiski klub piłkarski, mający siedzibę w stolicy kraju, mieście Biszkek.

## Historia
Chronologia nazw:
- 200?: Dordoj-Płaza Biszkek (ros. «Дордой-Плаза» Бишкек)
- 2009: Płaza Biszkek (ros. «Плаза» Бишкек)

Piłkarski klub Dordoj-Płaza został założony w miejscowości Biszkek przed rokiem 2007 jako farm klub Dordoj Biszkek. W 2007 zespół startował w rozgrywkach Pucharu Kirgistanu, gdzie dotarł do 1/32 finału. W 2008 debiutował w rozgrywkach Wyższej Ligi Kirgistanu. W debiutowym sezonie zajął 8.miejsce. W 2009 z nazwą Płaza Biszkek ponownie był ósmym w końcowej kwalifikacji. Przed rozpoczęciem następnego sezonu z powodów finansowych klub zrezygnował z rozgrywek. W 2014 występował w Pierwszej Lidze.

## Sukcesy

### Trofea międzynarodowe
Nie uczestniczył w rozgrywkach azjatyckich (stan na 31-12-2015).

### Trofea krajowe
| \| \| Zdobyte trofea w rozgrywkach Kirgistanu (stan na: 31-12-2015) \| |                                                               |      |            |
| Rozgrywki                                                              | Osiągnięcie                                                   | Razy | Sezon(y)   |
| Mistrzostwo                                                            | I miejsce                                                     | 0    |            |
| Mistrzostwo                                                            | II miejsce                                                    | 0    |            |
| Mistrzostwo                                                            | III miejsce                                                   | 0    |            |
| Mistrzostwo                                                            | 8.miejsce                                                     | 2    | 2008, 2009 |
| Puchar                                                                 | zdobywca                                                      | 0    |            |
| Puchar                                                                 | finalista                                                     | 0    |            |
| Puchar                                                                 | 1/4 finału                                                    | 1    | 2009       |
| II liga                                                                | I miejsce                                                     | ?    |            |
| II liga                                                                | II miejsce                                                    | ?    |            |
| II liga                                                                | III miejsce                                                   | ?    |            |
| Kirgistan                                                              | Zdobyte trofea w rozgrywkach Kirgistanu (stan na: 31-12-2015) |      |            |

## Stadion
Klub rozgrywał swoje mecze domowe na stadionie im.Dołena Omurzakowa w Biszkeku, który może pomieścić 23000 widzów (były Centralny stadion republikański Spartak).